# Bound for Glory (filme)
Bound for Glory (bra: Esta Terra É Minha Terra, ou Esta Terra É Minha; prt: O Caminho da Glória, ou Caminho da Glória) é um filme estadunidense de 1976, do gênero drama biográfico-musical, dirigido Hal Ashby, com roteiro de Robert Getchell baseado no livro autobiográfico de Woody Guthrie, Bound for Glory, escrito em 1943.

## Sinopse
Durante a Grande Depressão, a cidade de Pampas no Texas está repleta de desempregados oriundos das refinarias de petróleo em crise, além de ser assolada pela seca e pelas tempestades de areia. Muitos partem em direção a Califórnia onde o clima é melhor, em busca desesperada de melhores oportunidades na agricultura ou em outras atividades. Woody Guthrie tenta permanecer em Pampas fazendo pequenos serviços de pintor de cartazes ou cantando em bares com seu inseparável violão. Mas, como tem família, esposa e dois filhos pequenos, ele acaba por decidir partir também, rumo a Califórnia, prometendo que depois os mandará buscarem. Andando a pé, carona ou em trens de carga junto de outros desempregados e vagabundos, Woody se vê diante de toda sorte de dificuldades, repressão policial e fome mas também recebe ajuda e muito calor humano das pessoas simples que encontra no caminho. Ao chegar a Califórnia, ele vai para um acampamento de trabalhadores que tentam conseguir raras ocupações nas plantações, mesmo recebendo em pagamento, quando conseguem serviço, valores diminutos. O acampamento é visitado pelo cantor Ozark Bule, que tenta motivar os trabalhadores a lutarem por melhores condições e se organizarem em sindicatos. Ele convida Woody para tocar com ele no rádio e os dois iniciam uma parceria de sucesso, tanto no meio artístico como com a ação social que continuam a desenvolver em favor dos trabalhadores.

## Elenco
- David Carradine — Woody Guthrie
- Ronny Cox — Ozark Bule
- Melinda Dillon — Mary / Memphis Sue
- Gail Strickland — Pauline
- John Lehne — Locke
- Ji-Tu Cumbuka — Slim Snedeger
- Randy Quaid — Luther Johnson
- Elizabeth Macey — Liz Johnson
- Susan Vaill — Gwen Guthrie
- Alexandra Mock — Sue Guthrie
- Kimberly Mock — Sue Guthrie

## Prêmios e indicações
| Prêmio                  | Categoria                     | Recipiente                          | Resultado |
| ----------------------- | ----------------------------- | ----------------------------------- | --------- |
| Globo de Ouro 1977      | Melhor filme - drama          | Robert F. Blumofe, Harold Leventhal | Indicado  |
| Globo de Ouro 1977      | Melhor ator - drama           | David Carradine                     | Indicado  |
| Globo de Ouro 1977      | Melhor direção                | Hal Ashby                           | Indicado  |
| Globo de Ouro 1977      | Revelação feminina            | Melinda Dillon                      | Indicado  |
| Oscar 1977              | Melhor filme                  | Robert F. Blumofe, Harold Leventhal | Indicado  |
| Oscar 1977              | Melhor fotografia             | Haskell Wexler                      | Venceu    |
| Oscar 1977              | Melhor figurino               | William Ware Theiss                 | Indicado  |
| Oscar 1977              | Melhor edição                 | Robert Jones, Pembroke J. Herring   | Indicado  |
| Oscar 1977              | Melhor trilha sonora adaptada | Leonard Rosenman                    | Venceu    |
| Oscar 1977              | Melhor roteiro adaptado       | Robert Getchell                     | Indicado  |
| Festival de Cannes 1977 | Melhor filme (Palma de Ouro)  | Robert Jones, Pembroke J. Herring   | Indicado  |